# Apeadeiro de Santiago
O Apeadeiro de Santiago, originalmente denominado de São Thiago, foi uma interface da Linha do Douro, que servia a localidade de Santiago de Subarrifana, no concelho de Penafiel, em Portugal.

## História

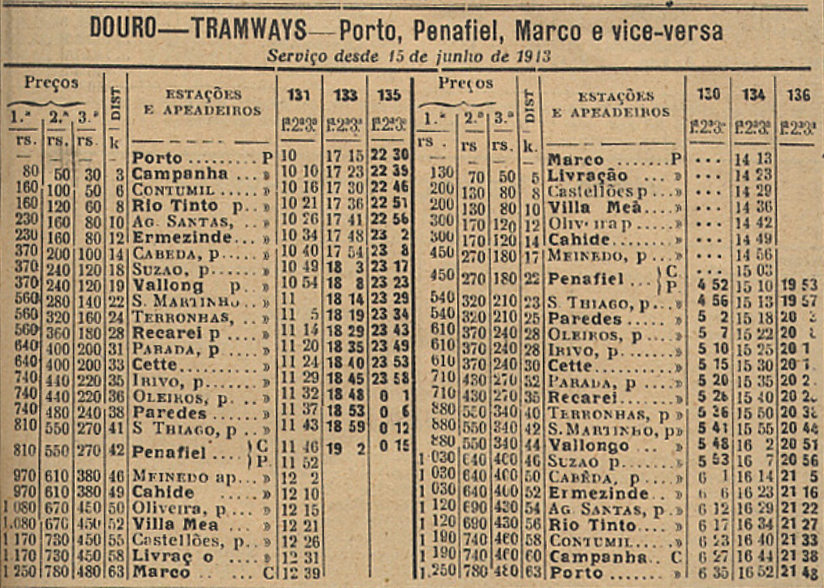
Horários de 1913, onde este apeadeiro surge com o nome de, S. Thiago

Este apeadeiro encontrava-se no lanço entre as estações de Ermesinde e Penafiel da Linha do Douro, que entrou ao serviço no dia 30 de Julho de 1875.